# زياد تقي الدين
زياد تقي الدين (بالفرنسية: Ziad Takieddine)‏ (14 يونيو 1950) رجل أعمال لبناني فرنسي، وصفته صحيفة ديلي تلغراف بأنه «سمسار أسلحة».

## نشأته
ولد زياد تقي الدين في 14 يونيو 1950 في بعقلين في لبنان لعائلة درزية، كان عمه سعيد تقي الدين سفيرًا لبنان في لندن، وكان والده سفيرًا في عدة بلدان مختلفة. تلقى تعليمه في الجامعة الأمريكية في بيروت كما درس في جامعة ريدينج في إنجلترا. 

## حياته المهنية
في التسعينيات من القرن العشرين كان مدير منتجع التزلج «إسولا 2000» في إسولا (الألب الجبلية) في فرنسا.

### تجارة السلاح والنفوذ السياسي
عمل بتسهيل تجارة الأسلحة بين فرنسا ودول الشرق الأوسط، بما في ذلك تسهيل تجارة الأسلحة للمملكة العربية السعودية وباكستان وسوريا وليبيا،  وهو يخضع للتحقيق بزعم أنه استخدم بعض هذه الأموال لتمويل الحملة الرئاسية الفاشلة لرئيس الوزراء الفرنسي السابق إدوار بالادور. كما اتُهم بتورطته في قضية كراتشي، وهي الفضيحة العسكرية التي حدثت في فترة ولاية بينظير بوتو الثانية.
كما سهّل زياد إطلاق سراح الممرضات البلغاريات المُتهمين في قضية الإيدز الليبية من ليبيا، ونظّم زيارة للرئيس الليبي معمر القذافي إلى فرنسا عام 2007. ومنذ ذلك الحين اتهم الرئيس الفرنسي السابق نيكولا ساركوزي بأخذ 5 ملايين يورو من الرئيس الليبي معمر القذافي من 2006 إلى 2007، لتمويل حملته الرئاسية، وهو إدعاء ردده سيف الإسلام القذافي.

## حياته الشخصية
كانت أول زوجة لزياد «نيكولا جونسون» من مواليد بريطانيا، لكن اتهمته بالتهرب الضريبي في فرنسا، حيث يمتلك منزل في حي في لندن عبر شركة في الملاذ الضريبي لجزر العذراء البريطانية، وفي عام 2013 مُنع تقي الدين من دخول المملكة المتحدة إثر «ادعاء بالاحتيال» وأجبرته الشرطة البريطانية على العودة إلى فرنسا.
تقي الدين هو عم أمل كلوني المتزوجة من الممثل جورج كلوني.